# Cryphia atlantis
Cryphia atlantis är en fjärilsart som beskrevs av Leo Schwingenschuss 1935. Cryphia atlantis ingår i släktet Cryphia och familjen nattflyn. Inga underarter finns listade i Catalogue of Life.